# Lisok, Busk
Lisok (în ucraineană Лісок) este un sat în comuna Novosilkî din raionul Busk, regiunea Liov, Ucraina.

## Demografie
Componența lingvistică a localității Lisok
     Ucraineană (100%)
Conform recensământului din 2001, toată populația localității Lisok era vorbitoare de ucraineană (100%).